# 里卡多·因普羅塔
里卡多·因普羅塔（義大利語：Riccardo Improta；1993年12月19日—）是一位意大利足球運動員，在場上的位置是前鋒。他現在效力於意大利足球乙級聯賽球隊博洛尼亞足球俱樂部。他也代表意大利國青隊參賽。他的兩名兄弟也是足球運動員。